# Рафіков Алімджон Кяшафович
Алімджон Кяшафович Рафіков (тадж. Алимджон Кяшафович Рафиков, рос. Алимджон Кяшафович Рафиков, нар. 30 квітня 1962, Душанбе) — радянський, таджицький і російський футболіст татарського походження, що грав на позиції захисника. Найбільш відомий за виступами в клубах вищої ліги СРСР «Памір» і «Кайрат», а також вищої російської ліги «Зеніт» і «КАМАЗ». По закінченні кар'єри футболіста — футбольний тренер, відомий за роботою в душанбинському «Істіклолі» та збірною Таджикистану.

## Клубна кар'єра
Алімджон Рафіков народився в Душанбе, та розпочав займатися футболом у місцевій СДЮШОР «Памір». У 1979 році він став гравцем команди другої ліги «Пахтакор» (Курган-Тюбе), в якій грав з невеликою перервою до 1983 року. У 1984 році Рафіков перейшов до клубу першої ліги «Памір», де за рік став одним із основних гравців захисної ланки. У 1986 році футболіст отримав запрошення до клубу вищої ліги СРСР «Кайрат», у якому в 1988 році став володарем Кубка Федерації футболу СРСР, щоправда за підсумками цього сезону «Кайрат» вибув із вищої ліги. Після цього Рафіков вирішив повернутися до «Паміра», який якраз того року здобув путівку до вищої ліги. У складі «Паміра» футболіст грав у вищій лізі до 1991 року.
Після розпаду СРСР Алімджон Рафіков у 1992 році розпочав виступи за «Памір» у чемпіонаті Таджикистану, проте швидко покинув команду, та перейшов до клубу вищої російської ліги «Зеніт». У складі петербурзької команди Рафіков грав протягом сезону 1992 року, проте вступив у конфлікт із керівництвом клубу у зв'язку з підозрою у договірних матчах, після чого був вимушений покинути клуб, та на початку 1993 року перейшов до новачка російської вищої ліги «КАМАЗ-Чалли». У складі КАМАЗа футболіст грав до 1995 року, після чого перейшов до клубу другої російської ліги «Нафтохімік», де грав до кінця 1995 року. Після невеликої перерви у виступах Рафіков знову грав за КАМАЗ у 1999 році вже в другій російській лізі, після чого остаточно завершив виступи на футбольних полях.

## Тренерська кар'єра
Після завершення виступів на футбольних полях Алімджон Рафіков розпочав тренерську кар'єру в Росії. Колишній футболіст працював тренером у футбольній школі казанського «Рубіна» у КАМАЗі, та в аматорських командах «Алнас», «Турбіна» та «Роднік».
У 2010 році Алімджон Рафіков повернувся до Таджикистану, де став головним тренером душанбинської команди «Істіклол». За підсумками сезону 2010 року команда стала чемпіоном Таджикистану та здобула Кубок Таджикистану. У серпні 2011 року Рафікова також одночасно призначили виконуючим обов'язки головного тренера національної збірної Таджикистану. До складу національної збірної новий тренер запросив низку новачків. У лютому 2012 року Рафіков після призначення головним тренером збірної Кемаля Аліспахича покинув пост головного тренера збірної, а невдовзі покинув і пост головного тренера «Істіклола».

## Особисте життя
Син Алімджона Рафікова Руслан Рафіков також є футболістом.

## Досягнення

### Як гравець
- Володар Кубка Федерації футболу СРСР — 1988

### Як тренер
- Чемпіонат Таджикистану: 2010, 2011
- Володар Кубка Таджикистану: 2010